# Le Dernier Témoin (film, 1960)
Pour les articles homonymes, voir Le Dernier Témoin.
Pour plus de détails, voir Fiche technique et Distribution.
Le Dernier Témoin (Der letzte Zeuge) est un film allemand réalisé par Wolfgang Staudte, sorti en 1960.
Le film commence alors que le bébé d'Ingrid Bernhardy a été étranglé dans son berceau. La police suspecte la mère et un ancien amant de celle-ci, le Dr Heinz Stephan. Werner Rameil, l'amant présent et père de l'enfant est un homme marié qui avait vaguement promis le mariage.

## Synopsis
À Hambourg, Ingrid Bernardhy, superbe jeune femme de 26 ans, à la vie galante déjà bien remplie, a trouvé depuis deux ans une vie amoureuse stable avec Werner Rameil, directeur de société quinquagénaire qui l’entretient. Tout irait pour le mieux si Werner n’éludait sans cesse la perspective d’un divorce prochain d’avec sa femme Gerda, héritière de la société qu’il dirige. Aussi, lorsqu’Ingrid attend un enfant, elle le menace et les relations au sein du couple se dégradent.
Un jour, alors que Werner est en déplacement à Berlin, le bébé, âgé de quatre mois, est retrouvé étranglé.
Lorsque la police arrive, elle trouve Ingrid, accompagnée d’une de ses anciennes conquêtes, le Dr Heinz Stephan. En l’absence de Werner, atterrée et affolée, elle a en effet fait appel à lui pour la soutenir dans cette épreuve.
L’enquête, expéditive et menée non sans rudesse, aboutit rapidement à la mise en détention provisoire des deux jeunes gens, soupçonnés d’infanticide. Depuis sa prison, Ingrid, qui en a entendu parler par Werner lors d'une conversation d'affaires, fait alors appel à Me Albert Fox, avocat renommé, très critique à l’égard du système judiciaire allemand, où la police est alors encore toute puissante face à des droits de la défense ramenés à la portion congrue.
Werner, du fait de sa position sociale, de son statut de père dont le bébé a été assassiné et de son alibi inattaquable, est traité avec plus de ménagement. Mais, au vu du scandale qui se profile, sa position est délicate vis-à-vis de sa femme. Un jour que la mère d’Ingrid vient relancer Werner jusque chez lui pour qu’il ne laisse pas tomber sa fille, Gerda révèle à Werner qu’elle était en fait au courant de sa liaison avec Ingrid et lui offre malgré tout son soutien, la mort de cet enfant étant l’occasion d’un nouveau départ pour ce couple usé par la routine.
Alors que le juge d’instruction, dont les relations avec Me Fox sont difficiles, entérine les conclusions de la police, celui-ci reprend l’enquête à zéro. Il découvre alors qu’en vertu des dispositions testamentaires de feu son beau-père, Werner ne pourra devenir actionnaire majoritaire de la société qu’il dirige au nom de sa femme qu’après neuf ans de mariage, pendant lesquels il aura fait preuve, non seulement de ses compétences, mais aussi d’une fidélité totale, période probatoire qui arrive prochainement à son terme.
Pendant ce temps, le Dr Stephan, qui, au terme de près deux mois de détention préventive, a pu fournir un alibi authentifié par plusieurs témoins, est enfin libéré. Mais, bien qu’il ait été innocenté, à son retour à sa clinique, l’ambiance à son égard est tellement pesante qu’il doit démissionner, sans pouvoir retrouver de travail.
Le jour du procès arrive. Les témoins défilent à la barre. La vie agitée d’Ingrid est étalée aux yeux de tous par un président qui ne lui est guère favorable. De son côté, le procureur s’acharne sur cette femme qu’il présente comme une fille-mère entretenue, volage et infanticide, portrait à charge qui ne peut que susciter l’hostilité d’un jury paternaliste et bien-pensant.
Mais Me Fox, qui s’est livré à des vérifications approfondies et a déjà instillé le doute sur certains témoignages, va abattre une carte maîtresse.

## Fiche technique
- Titre : Le Dernier Témoin
- Titre original : Der letzte Zeuge
- Réalisation : Wolfgang Staudte
- Scénario : Thomas Keck, Robert A. Stemmle et Maximilian Vernberg
- Musique : Werner Eisbrenner
- Photographie : Ekkehard Kyrath
- Montage : Wolfgang Wehrum
- Production : Kurt Ulrich
- Société de production : Kurt Ulrich Filmproduktion
- Pays :  Allemagne de l'Ouest
- Genre : Policier
- Durée : 102 minutes
- Dates de sortie : 
  -  Allemagne de l'Ouest : 30 décembre 1960
  -  France : 24 novembre 1965

## Distribution
- Martin Held : Werner Rameil
- Hanns Lothar : Me. Fox
- Ellen Schwiers : Ingrid Bernhardy
- Jürgen Goslar : Dr. Heinz Stephan VF Roger RUDEL
- Adelheid Seeck : Gerda Rameil
- Werner Hinz : Ricker
- Lore Hartling : Ebeling
- Siegfried Wischnewski : Gerhuf
- Harald Juhnke : Wenzel
- Otto Graf : Dr. Beyer
- Albert Bessler : Dr. Hollberg
- Lucie Mannheim : Mme. Bernhardy
- Hans Hessling : le président du jury
- Hellmut Grube : Thalmann
- Rudi Schmitt : Glänzer

## Distinctions
Le film a été présenté en sélection officielle en compétition au Festival de Cannes 1961.